# Typhlocyba hockingensis
Typhlocyba hockingensis är en insektsart som beskrevs av Knull 1945. Typhlocyba hockingensis ingår i släktet Typhlocyba och familjen dvärgstritar. Inga underarter finns listade i Catalogue of Life.